# Stankovany
Stankovany és un poble i municipi d'Eslovàquia que es troba a la regió de Žilina, al centre-nord del país. El 2022 tenia 1.132 habitants.

## Demografia
| Godina             | 1994 | 2004   | 2014   | 2024   |
| ------------------ | ---- | ------ | ------ | ------ |
| Nombre de persones | 1297 | 1229   | 1196   | 1121   |
| Diferència         |      | −5,24% | −2,68% | −6,27% |

| Godina             | 2023 | 2024   |
| ------------------ | ---- | ------ |
| Nombre de persones | 1125 | 1121   |
| Diferència         |      | −0,35% |